# Gabriela Villagrand
Gabriela Elizabeth Villagrand Leonards (nacida el 12 de enero de 1999) es una futbolista que juega como mediocampista. Nacida y criada en los Estados Unidos de padre panameño y madre estadounidense. Juega para el CIEX Academy de la Liga de Fútbol Femenino de Panamá

## Trayectoria

### Vida personal
Villagrand es de Spring, Texas, y es de ascendencia panameña. Se especializa en kinesiología en Angelo State University.

### Juveniles
Villagrand fue educada en casa y jugó para Challenge Soccer Club y HCYA Hurricanes en su juventud, ayudando a este último a ganar el campeonato estatal en 2015 y 2016. 

### Universitario
En la universidad, se unió a los Angelo State Rams en 2018.

### Houston Aces
También jugó para las Houston Aces de United Women's Soccer en 2019.

### Deportivo Saprissa
El 11 de septiembre de 2022, fue anunciada como nueva jugadora del Deportivo Saprissa. Debutó con el club en la Copa Interclubes de la Uncaf Femenino 2022 el 11 de septiembre de 2022 en la victoria 5 a 1 contra el CD Olimpia en el Complejo Deportivo FCRF-Plycem en donde anotó 2 goles. Disputó el Torneo Clausura 2022 en donde llegaron hasta la semifinales en donde anotó 1 gol en el partido de ida y 3 goles en el partido de vuelta.

### CIEX Academy
El 24 de octubre de 2023 fue anunciada como nueva jugadora del CIEX Academy de la Liga de Fútbol Femenino.

## Selección nacional
En 2020 fue convocada a la selección nacional femenina de Panamá para el Campeonato Preolímpico Femenino de CONCACAF 2020. Hizo su debut internacional el 28 de enero de 2020 contra Costa Rica, sustituyendo a Amarelis De Mera en el minuto 55 en el partido, que terminó con una derrota por 1-6. Disputó el Campeonato Femenino de la Concacaf de 2022 en donde jugó 1 partido.

### Goles internacionales
| Goles internacionales | Goles internacionales    | Goles internacionales                       | Goles internacionales | Goles internacionales | Goles internacionales | Goles internacionales             |
| N.º                   | Fecha                    | Lugar                                       | Rival                 | Marcador              | Resultado             | Competición                       |
| --------------------- | ------------------------ | ------------------------------------------- | --------------------- | --------------------- | --------------------- | --------------------------------- |
| 1                     | 10 de julio de 2021      | Estadio Rod Carew, Ciudad de Panamá, Panamá | República Dominicana  | 3–0                   | 5–0                   | Amistoso                          |
| 2                     | 18 de septiembre de 2021 | Estadio Nacional, San José, Costa Rica      | Costa Rica            | 0–1                   | 1–2                   | Amistoso                          |
| 3                     | 10 de abril de 2022      | FFB Field, Belmopán, Belice                 | Aruba                 | 0–9                   | 0–9                   | Clas. Campeonato Femenino de 2022 |

## Clubes
| Club               | País           | Año         |
| ------------------ | -------------- | ----------- |
| ASU Rams           | Estados Unidos | 2018 - 2021 |
| Houston Aces       | Estados Unidos | 2019        |
| Deportivo Saprissa | Costa Rica     | 2022        |
| CIEX Academy       | Panamá         | 2023 - Act. |